# Oleksiivka, Jmerînka
Oleksiivka (în ucraineană Олексіївка) este un sat în comuna Kameanohirka din raionul Jmerînka, regiunea Vinnița, Ucraina.

## Demografie
Componența lingvistică a localității Oleksiivka
     Ucraineană (97,11%)
     Rusă (2,89%)
Conform recensământului din 2001, majoritatea populației localității Oleksiivka era vorbitoare de ucraineană (97,11%), existând în minoritate și vorbitori de rusă (2,89%).